# بروین دولفین
بروین دولفین (انگلیسی: Brewin Dolphin) شرکت سرمایه‌گذاری بریتانیایی است، که در سال ۱۷۶۲ تأسیس شد.